# Ромеро Лопес, Кармен
Мари́я дель Ка́рмен Ху́лия Роме́ро Ло́пес (исп. María del Carmen Julia Romero López; 15 ноября 1946, Севилья) — испанский политик, член ИСРП. В 1969—2008 годах — супруга испанского политика-социалиста Фелипе Гонсалеса.

## Биография
Кармен Ромеро родилась в семье военного врача, изучала филологию в Севильском университете, где позднее работала преподавателем испанского языка и литературы. Во времена диктатуры Франко в 1968 году вступила в тогда находившуюся в подполье Испанскую социалистическую рабочую партию, но не участвовала в активной общественно-политической деятельности. В 1977—1987 годах состояла в руководящем комитете близкого к ИСРП профсоюза «Всеобщий союз трудящихся».
Являясь супругой председателя правительства Испании, в 1982—1996 годах проживала с супругом во дворце Монклоа. Начиная с 1989 года стала принимать участие в политике и на парламентских выборах в Испании 1989 года прошла в нижнюю палату Генеральных кортесов, сохранив мандат депутата до 2004 года. После развода с Фелипе Гонсалесом в конце 2008 года Кармен Ромеро успешно участвовала в выборах в Европарламент 2009 года и занимала шестую строчку в списке кандидатов от ИСРП. В 2014 году Ромеро Лопес завершила политическую карьеру по состоянию здоровья.